# Falcileptoneta hwanseonensis
Espèce
Synonymes
- Leptoneta hwanseonensis Namkung, 1987

Falcileptoneta hwanseonensis est une espèce d'araignées aranéomorphes de la famille des Leptonetidae.

## Distribution
Cette espèce est endémique de Corée du Sud.

## Étymologie
Son nom d'espèce, composé de hwanseon et du suffixe latin -ensis, « qui vit dans, qui habite », lui a été donné en référence au lieu de sa découverte, Hwanseon.

## Publication originale
- Namkung, 1987 : Two new cave spiders of the genus Leptoneta (Araneae: Leptonetidae) from Korea. Korean Arachnology, vol. 3, no 2, p. 83-90.